# سايفول هوك
سايفول هوك (بالإنجليزية: Saiful Hoque)‏ هو دبلوماسي بنغلاديشي. أصبح سفير بنغلاديش لدى روسيا في عام 2009.
درس في جامعة تاراس شفتشينكو الوطنية في كييف، بأوكرانيا.
وكان مُدرِّسا في الجامعة الروسية لصداقة الشعوب في موسكو.
عمل سايفول مديرا لتطوير البرامج الدولية لمركز بحوث التنمية البشرية (HDRC) منذ عام 1999.
وهو أيضا مستشار لمركز بنغلاديش للثقافة والعلوم والمعلومات في سانت بطرسبرغ بروسيا.